# Kunimitsu Takahashi
Kunimitsu Takahashi (japonès: 高橋国光)  (Koganei, 29 de gener de 1940 - 16 de març de 2022) va ser un pilot de motociclisme i de curses automobilístiques japonès que va arribar a disputar curses del campionat del món de 50cc, 125cc i 250cc, així com un Gran Premi de Fórmula 1.

## Motociclisme
Fora de la F1 va competir cinc temporades en el campionat del món de motociclisme, aconseguint un total de 4 victòries i 15 podis.

### Resultats al Mundial de motociclisme
Barem de puntuació de 1950 a 1968:
| Posició | 1 | 2 | 3 | 4 | 5 | 6 |
| Punts   | 8 | 6 | 4 | 3 | 2 | 1 |

(Ids. Grans Premis | Llegenda) (Curses en negreta indiquen pole; curses en  itàlica indiquen volta ràpida)
| Any  | Categoria | Equip | 1     | 2      | 3      | 4      | 5     | 6     | 7     | 8     | 9     | 10    | 11    | 12     | Punts | Posició | Victòries |
| ---- | --------- | ----- | ----- | ------ | ------ | ------ | ----- | ----- | ----- | ----- | ----- | ----- | ----- | ------ | ----- | ------- | --------- |
| 1960 | 125cc     | Honda | IOM - | DTT -  | BEL -  |        | ULS 6 | NAT - |       |       |       |       |       |        | 1     | 10è     | 0         |
| 1960 | 250cc     | Honda | IOM - | DTT -  | BEL -  | GER 6  | ULS 5 | NAT 4 |       |       |       |       |       |        | 6     | 7è      | 0         |
| 1961 | 125cc     | Honda | ESP - | GER 6  | FRA 6  | IOM -  | DTT - | BEL - | DDR 3 | ULS 1 | NAT - | SWE 2 | ARG 3 |        | 24    | 5è      | 1         |
| 1961 | 250cc     | Honda | ESP - | GER 1  | FRA 3  | IOM 4  | DTT - | BEL - | DDR 3 | ULS 6 | NAT - | SWE 3 | ARG 2 |        | 29    | 4t      | 1         |
| 1962 | 50cc      | Honda | ESP 6 | FRA 2  | IOM -  | DTT -  | BEL - | GER - |       | DDR - | NAT - | FIN - | ARG - |        | 7     | 9è      | 0         |
| 1962 | 125cc     | Honda | ESP 1 | FRA 1  | IOM NC | DTT -  | BEL - | GER - | ULS - | DDR - | NAT - | FIN - | ARG - |        | 16    | 4t      | 2         |
| 1963 | 50cc      | Honda | ESP - | GER -  | FRA -  | IOM -  | DTT - | BEL - |       |       | FIN - |       | ARG - | JPN 11 | 0     | -       | 0         |
| 1963 | 125cc     | Honda | ESP 3 | GER 5  | FRA 3  | IOM 8  | DTT 5 | BEL - | ULS 5 | DDR - | FIN - | NAT 3 | ARG - | JPN -  | 14    | 7è      | 0         |
| 1963 | 250cc     | Honda | ESP 4 | GER NC |        | IOM NC | DTT - | BEL 6 | ULS 4 | DDR - |       | NAT - | ARG - | JPN -  | 7     | 9è      | 0         |
| 1964 | 50cc      | Honda | USA - | ESP NC | FRA -  | IOM -  | DTT - | BEL - | GER - |       |       | FIN - |       | JPN -  | 0     | -       | 0         |
| 1964 | 125cc     | Honda | USA - | ESP -  | FRA 4  | IOM -  | DTT - |       | GER - | DDR - | ULS - | FIN - | NAT - | JPN -  | 3     | 14è     | 0         |

## A la F1
Kunimitsu Takahashi va debutar a la dissetena i última cursa de la temporada 1977 (la 28a temporada de la història) del campionat del món de la Fórmula 1, disputant el 23 d'octubre del 1977 el G.P. del Japó al circuit de Fuji.
Va participar en una única cursa puntuables pel campionat de la F1, aconseguint un novè lloc a la cursa i no assolí cap punt pel campionat del món de pilots.

### Resultats a la Fórmula 1
| Any  | Equip                | Xassís  | Motor    | 1   | 2   | 3   | 4     | 5   | 6   | 7   | 8   | 9   | 10  | 11  | 12  | 13  | 14  | 15  | 16  | 17    | Posició | Punts |
| ---- | -------------------- | ------- | -------- | --- | --- | --- | ----- | --- | --- | --- | --- | --- | --- | --- | --- | --- | --- | --- | --- | ----- | ------- | ----- |
| 1977 | Meiritsu Racing Team | Tyrrell | Cosworth | ARG | BRA | SUD | O.USA | ESP | MON | BEL | SWE | FRA | GBR | ALE | AUT | HOL | ITA | USA | CAN | JPN 9 | -       | 0     |

### Resum
| Curses: | Victòries: | Pòdiums: | Poles: | Voltes ràpides: | Punts: |
| ------- | ---------- | -------- | ------ | --------------- | ------ |
| 1       | 0          | 0        | 0      | 0               | 0      |